# Zapały
Zapały ist ein Ort in der polnischen Woiwodschaft Ermland-Masuren und gehört zur Landgemeinde Banie Mazurskie (deutsch Benkheim) im Powiat Gołdapski (Kreis Goldap).

## Geografie
Zapały liegt im Nordosten der Woiwodschaft Ermland-Masuren, 16 Kilometer südwestlich der Kreisstadt Gołdap (Goldap). Das Dorf ist von Surminy (Surminnen) an der polnischen Woiwodschaftsstraße DW 650 (einstige deutsche Reichsstraße 136) aus über Sapałówka (Sapallen, 1938 bis 1945 Ostau (Ostpr.)) zu erreichen.

## Geschichte
Das kleine Dorf ist nach 1945 entstanden. Eine frühere Besiedlung sowie ein deutscher Name ist nicht auszumachen. Zapały ist heute eine Ortschaft im Verbund der Landgemeinde Banie Mazurskie im Powiat Gołdapski, vor 1998 der Woiwodschaft Suwałki, seither der Woiwodschaft Ermland-Masuren zugehörig.

## Kirche
Kirchlich ist der Ort zur katholischen Pfarrei in Banie Mazurskie im Dekanat Gołdap im Bistum Ełk (Lyck) der Römisch-katholischen Kirche in Polen bzw. zur evangelischen Kirche in Gołdap, einer Filialkirche von Suwałki in der Diözese Masuren der Evangelisch-Augsburgischen Kirche in Polen hin orientiert.